# مزرعه کشاورزی ابوریحان
مزرعه کشاورزی ابوریحان یک منطقهٔ مسکونی در ایران است که در دهستان فرون‌آباد واقع شده‌است. مزرعه کشاورزی ابوریحان ۷۰ نفر جمعیت دارد.